# ダニーロ・ホンド
ダニーロ・ホンド（Danilo Hondo、1974年1月4日 - ）は、ドイツ、グーベン出身の自転車競技選手。

## 経歴
1994年、世界選手権自転車競技大会・団体追抜優勝。
1996年、世界選手権・団体追抜3位。
1997年、アーグロと契約を結んでプロ転向。
1999年、テレコムに移籍。ブエルタ・ア・エスパーニャ初出場、総合90位。
2001年、ジロ・デ・イタリア初出場、第2、第3ステージ優勝、総合91位。
2002年
- 国内選手権・ロードレース優勝。
- ツール・ド・フランス初出場、総合104位。

2004年、ゲロルシュタイナーに移籍。
2005年
- ミラノ〜サンレモ2位
- ティレーノ〜アドリアティコ総合3位。
- しかし、ブエルタ・ア・ムルシアのレース後、フェナイルピラスタム(Phenylpiracetam)の陽性反応が出たことから、一時は2年間の出場停止処分が下され、ゲロルシュタイナーからは、4月14日に契約が解除された。なお、6月に1年間に短縮されることが下った。

2006年、ラモンタに移籍。
2007年、ティンコフに移籍。
2008年、ディキジョヴァンニ・アンドローニに移籍。
2009年、PSKに移籍。
2010年、ランプレ・ファルネーゼ＝ヴィーニに移籍。
- チューリッヒ6日間レース 優勝（+ ロベルト・バルトコ）

2013年、レディオシャック・レオパード・トレックに移籍。